# Locustella
Locustella – rodzaj ptaków z rodziny świerszczaków (Locustellidae).

## Zasięg występowania
Rodzaj obejmuje gatunki występujące w Eurazji, Afryce i na należących do Indonezji wyspach Australazji.

## Morfologia
Długość ciała 12–18 cm; masa ciała 9–32 g.

## Systematyka
Rodzaj zdefiniował w 1829 roku niemiecki paleontolog i przyrodnik Johann Jakob Kaup w publikacji własnego autorstwa poświęconej historii naturalnej europejskiej fauny. Gatunkiem typowym jest (absolutna tautonimia) świerszczak zwyczajny (L. naevia). Wcześniejsza nazwa – Salicaria – ukuta w 1827 roku przez brytyjskiego przyrodnika Thomasa Forstera, mimo że ma pierwszeństwo, nie była używana przez społeczność zoologiczną przez ponad 100 lat i dlatego stanowi nomen oblitum.

### Etymologia
- Salicaria: łac. salictarius lub salicarius ‘wierzbowy’, od salix, salicis ‘wierzba’[19]. Gatunek typowy (późniejsze oznaczenie): Sylvia fluviatilis J. Wolf, 1810[20].
- Locustella: nowołac. locustella ‘mały konik polny’, od zdrobnienia łac. locusta ‘konik polny’ (por. epitet gatunkowy Sylvia locustella Latham 1790); aluzja do warkoczącego, piskliwego, podobnego do owadziego śpiewu wykonywanego przez świerszczaka zwyczajnego[21].
- Potamodus (Pottamodus): gr. ποταμος potamos ‘rzeka’; ωδος ōdos ‘śpiewak’, od ωδη ōdē ‘śpiew, piosenka’ (por. αδω adō ‘śpiewać’)[22]. Gatunek typowy (późniejsze oznaczenie): Sylvia locustella Latham 1790 (= Motacilla naevia Boddaert, 1783)[23].
- Dilara: autor nie wyjaśnił etymologii; gr. δι- di- ‘podwójny’; λαρος laros ‘miły, łagodny’ (por. gr. διλαξ dilax, διλαρια dilaria ‘słowo o nieznanym znaczeniu’ wymienione przez Hezychiusza)[24].
- Pseudoluscinia: gr. ψευδος pseudos ‘fałszywy’; łac. luscinia ‘słowik’[25]. Gatunek typowy (oznaczenie monotypowe): Pseudoluscinia savii Bonaparte, 1838 (= Sylvia Luscinioides Savi, 1824).
- Lusciniopsis (Luscinioides (gr. -οιδης -oidēs ‘przypominający’)): łac. luscinia ‘słowik, świetna piosenkarka’, od cluere ‘być sławnym, głośnym’; canere ‘śpiewać’; gr. οψις opsis ‘wygląd’[26]. Gatunek typowy (oznaczenie monotypowe): Pseudoluscinia savii Bonaparte, 1838 (= Sylvia Luscinioides Savi, 1824).
- Psithyroedus: gr. ψιθυρ psithur, ψιθυρος psithuros ‘szeptanie’, od ψιθυριζω psithurizō ‘szeptać’; αηδων aēdōn, αηδονος aēdonos ‘śpiewaczka, słowik’, od αειδω aeidō ‘śpiewać’[27]. Gatunek typowy (późniejsze oznaczenie): Sylvia locustella Latham 1790 (= Motacilla naevia Boddaert, 1783)[28].
- Philomelopsis: rodzaj Philomela Blyth, 1833; gr. οψις opsis ‘wygląd’[29].
- Parnopia: w mitologii greckiej Parnopios (Pan Szarańczy) było nazwiskiem nadanym Apollowi w Beocji, po tym gdy odpędził szarańczę, od παρνοψ parnopy, παρνοπος parnopos ‘szarańcza’[30]. Gatunek typowy (późniejsze oznaczenie): Sylvia locustella Latham 1790 (= Motacilla naevia Boddaert, 1783)[31].
- Aedonops: gr. αηδων aēdōn, αηδονος aēdonos ‘słowik, śpiewaczka’, od αειδω aeidō ‘śpiewać’; ωψ ōps, ωπος ōpos ‘twarz, wygląd’[32]. Gatunek typowy: Sylvia fluviatilis Wolf, 1810.
- Aedonopsis: gr. αηδων aēdōn, αηδονος aēdonos „słowik, śpiewaczka”, od αειδω aeidō „śpiewać”; οψις opsis „wygląd”[32]; według Richmond Card Index nazwa ta jest korektą Aedonops[33]. Gatunek typowy: Sylvia fluviatilis Wolf, 1810.
- Acridiornis: gr. ακριδιον akridion‘„mały konik polny’, od zdrobnienia ακρις akris, ακριδος akridos ‘konik polny’; ορνις ornis, ορνιθος ornithos ‘ptak’[34]. Gatunek typowy (oznaczenie monotypowe): Motacilla naevia Boddaert, 1783.
- Androphilus: gr. ανηρ anēr, ανδρος andros ‘człowiek’; φιλος philos ‘miłośnik’[35]. Gatunek typowy (oryginalne oznaczenie): Androphilus accentor Sharpe, 1888.

### Podział systematyczny
Do rodzaju należą następujące gatunki:

- Locustella lanceolata (Temminck, 1840) – świerszczak nakrapiany
- Locustella alfredi (Hartlaub, 1890) – świerszczak bambusowy
- Locustella luscinioides (Savi, 1824) – brzęczka
- Locustella fluviatilis (J. Wolf, 1810) – strumieniówka
- Locustella luteoventris (Hodgson, 1845) – świerszczak płowy
- Locustella tacsanowskia Swinhoe, 1871 – świerszczak chiński
- Locustella major (W.E. Brooks, 1871) – świerszczak długodzioby
- Locustella naevia (Boddaert, 1783) – świerszczak zwyczajny
- Locustella castanea (Büttikofer, 1893) – świerszczak kasztanowaty
- Locustella musculus (Stresemann, 1914) – świerszczak myszaty
- Locustella portenta Rheindt, Prawiradilaga, Ashari, Suparno & Gwee, 2020 – świerszczak szarawy
- Locustella disturbans (E. Hartert, 1900) – świerszczak brązowy
- Locustella caudata (Ogilvie-Grant, 1895) – świerszczak długosterny
- Locustella accentor (Sharpe, 1888) – świerszczak rdzawy
- Locustella davidi (La Touche, 1923) – świerszczak bajkalski
- Locustella kashmirensis (Sushkin, 1925) – świerszczak himalajski
- Locustella thoracica (Blyth, 1845) – świerszczak łuskogardły
- Locustella alishanensis (Rasmussen, Round, Dickinson & Rozendaal, 2000) – świerszczak tajwański
- Locustella seebohmi (Ogilvie-Grant, 1895) – świerszczak rdzawoboczny
- Locustella montis (E. Hartert, 1896) – świerszczak jawajski
- Locustella chengi Alström, Xia, Rasmussen, Olsson, Dai, Zhao, Leader, Carey, Dong, Cai, Holt, Le Manh, Song, Liu, Zhang & Lei, 2015 – świerszczak syczuański
- Locustella mandelli (W.E. Brooks, 1875) – świerszczak zmienny
- Locustella idonea (Riley, 1940) – świerszczak wietnamski